# ترون (كورنوال)
ترون (بالإنجليزية: Trewen)‏ هي قرية و أبرشية مدنية تقع في المملكة المتحدة في إنجلترا. يقدر عدد سكانها بـ 142 نسمة .